# Електрометр

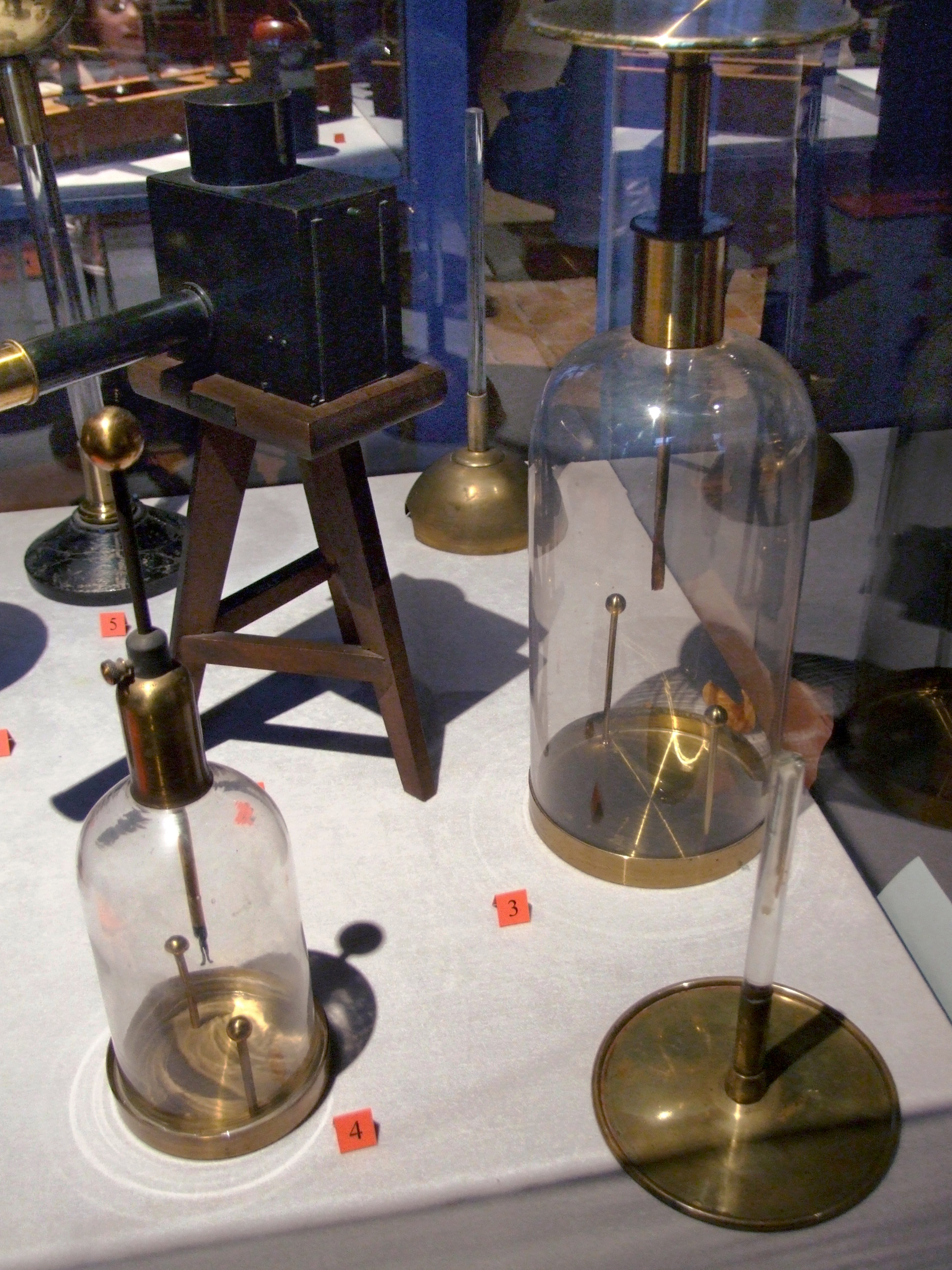

Електрометр — прилад для вимірювання малих електричних напруг та величин, функціонально з ним пов'язаних.
Найпростіші історичні електрометри, сконструйовані ще у 18 ст., були градуйованими електроскопами. Сучасні електрометри є фактично високочутливими вольтметрами з дуже великим вхідним опором. Часто такі прилади є багатофункціональними, здатними вимірювати крім величини електричного заряду різницю потенціалів, силу струму й електричний опір.
Електрометри використовуються, зокрема, в ядерній фізиці для вимірювання крихітних зарядів, що утворюються внаслідок вибивання електронів швидкими зарядженими частинками.